# Valerie Aurora

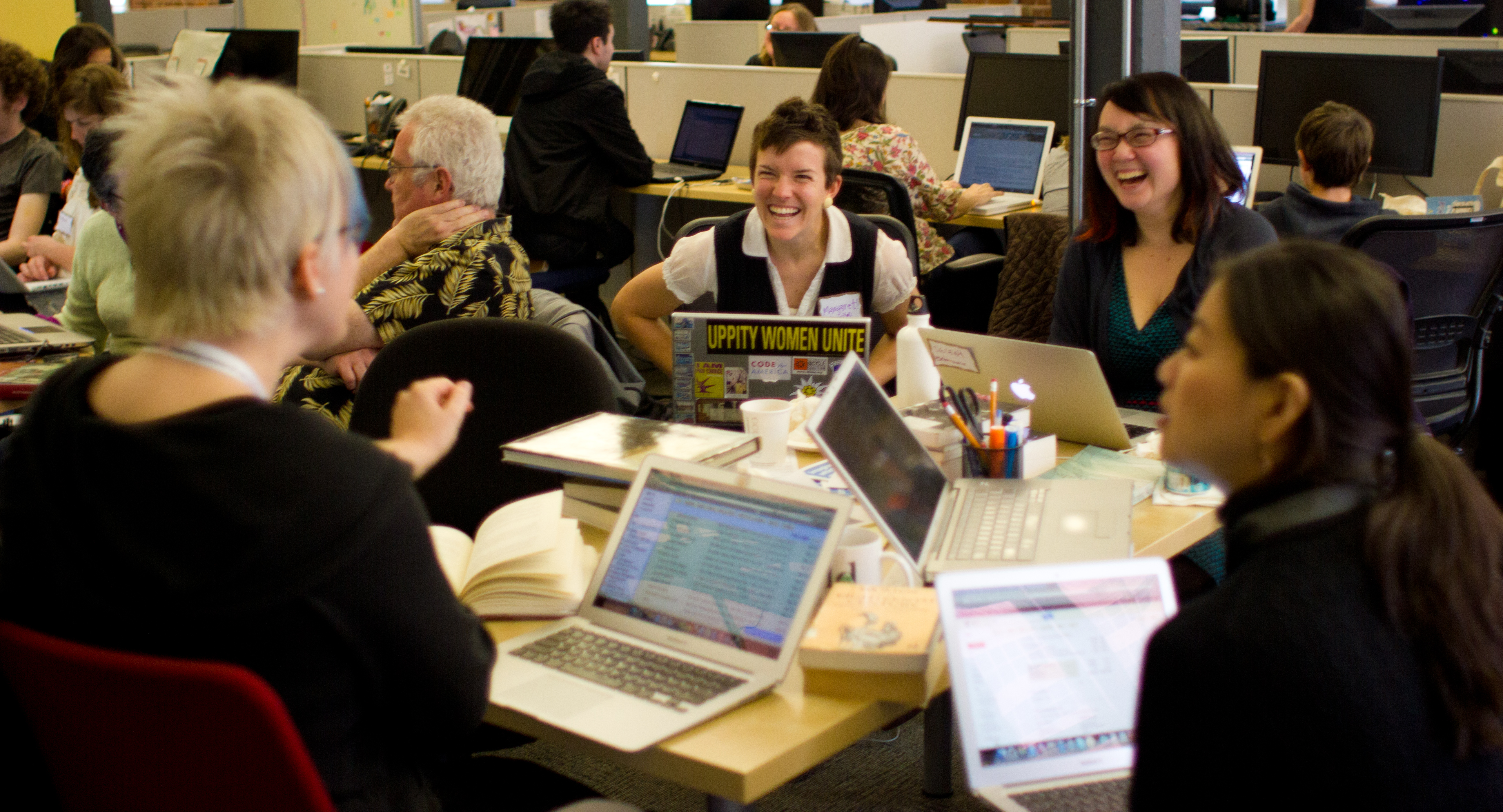
Aurora amb un grup de dones a les oficines de la Fundació Wikimedia a San Francisco

Valerie Anita Aurora (San Francisco, 19??) és una hacker estatunidenca, escriptora, conferenciant i activista a favor de l'increment de la presència femenina en el món de la cultura lliure i del programari lliure i de codi obert. En el 2008 va canviar oficialment i legalment el seu nom de naixement, Valerie Aurora Henson.
Aurora va ser directora executiva i cofundadora —junt amb Mary Gardiner— de la Iniciativa d'Ada, una organització sense ànim de lucre centrada a promocionar el paper de les dones en la tecnologia. També és cofundadora de Double Union, un espai per a dones hackers a San Francisco. Des del 2015 és la consultora principal de Frame Shift Consulting, Aurora també ha treballat per a Sun Microsystems, IBM, Intel i Red Hat.
Com a programadora va treballar en el desenvolupament del nucli de Linux durant més d'una dècada, especialitzant-se en la millora i el perfeccionament del sistema de fitxers. El 2012 Valerie Aurora i Mary Gardner van ser nomenades per SC Magazine com dues de les persones més influents en la seguretat informàtica al món.

## Guardons
- Premi O'Reilly Open Source 2013[8]